# Eberhard Bauernfeind
Eberhard Bauernfeind († 7. Mai 2024; auch Ebi Bauernfeind) war ein deutscher Basketballspieler. Er wurde mit Gießen zweimal deutscher Meister.

## Laufbahn
Bauernfeind kam 1971 aus Frankfurt am Main zum Bundesligisten MTV 1846 Gießen. Der 1,98 Meter große Spieler gewann 1975 und 1978 mit den Mittelhessen die deutsche Meisterschaft. Mit dem MTV bestritt er auch Spiele im Europapokal. Bauernfeind war von 1971 bis 1978 beim MTV, für den er 130 Spiele bestritt. Er studierte in Gießen Volkswirtschaftslehre. Später spielte Bauernfeind beim Oldenburger TB. Er starb im Alter von 71 Jahren.